# Kámošky s časem
Kámošky s časem (v anglickém originále Best Friends Whenever) je americký televizní sitcom stanice Disney Channel. Jeho první epizoda měla premiéru 26. června 2015. Seriál Kámošky s časem vypráví o dvou nejlepších kamarádkách, které díky příteli Barrymu, jenž se zabývá vědou, získaly schopnost cestovat v čase.

## Obsazení

### Hlavní role
- Landry Bender jako Cyd Ripleyová (český dabing: Marika Šoposká)
- Lauren Taylor jako Shelby Marcusová (český dabing: Terezie Taberyová)
- Benjemin Cole Royer jako Bret Marcus
- Matthew Lewis Royer jako Chet Marcus
- Ricky Garcia jako Naldo „Renaldo“ Montoya (český dabing: Tomáš Materna)
- Gus Kamp jako Barry Eisenberg (český dabing: David Štěpán)

### Vedlejší role
- Madison Hu jako Marci (český dabing: Viktorie Taberyová)
- Mary Passeri jako Astrid Marcusová
- Kevin Symons jako Norm Marcus (český dabing: Michal Michálek)
- Larry Joe Campbell jako Mr. Doyle

## Řady
| Řada | Díly | Premiéra v USA    | Premiéra v USA    | Premiéra v ČR     | Premiéra v ČR     |
| Řada | Díly | První díl         | Poslední díl      | První díl         | Poslední díl      |
| ---- | ---- | ----------------- | ----------------- | ----------------- | ----------------- |
| 1    | 19   | 26. června 2015   | 22. května 2016   | 19. září 2015     | 28. července 2016 |
| 2    | 13   | 25. července 2016 | 11. prosince 2016 | 6. listopadu 2016 | 7. května 2017    |

## Díly

### První řada (2015–16)
| Č. v seriálu | Č. v řadě | Původní název                                 | Český název                       | Režie                                           | Scénář                                                             | Premiéra v USA     | Produkční kód | Sledovanost v USA (v milionech) |
| ------------ | --------- | --------------------------------------------- | --------------------------------- | ----------------------------------------------- | ------------------------------------------------------------------ | ------------------ | ------------- | ------------------------------- |
| 1            | 1         | A Time to Travel                              | Čas cestovat                      | Shelley Jensen                                  | Jed Elinoff a Scott Thomas                                         | 26. června 2015    | 101           | 3.54                            |
| 2            | 2         | A Time to Cheat                               | Čas podvádět                      | Shelley Jensen                                  | Jed Ellinoff a Scott Thomas                                        | 12. července 2015  | 102           | 2.02                            |
| 3            | 3         | A Time to Say Thank You                       | Čas poděkovat                     | Shelley Jensen                                  | Michael B. Kaplan                                                  | 19. července 2015  | 103           | 1.96                            |
| 4            | 4         | A Time to Jump and Jam                        | Skočit - neskočit                 | Shelley Jensen                                  | Shelley Jensen                                                     | 26. července 2015  | 104           | 2.01                            |
| 5            | 5         | A Time to Rob and Slam                        | Čas sestřelit Roba                | Shelley Jensen                                  | Jim Hope                                                           | 9. srpna 2015      | 105           | 1.87                            |
| 6            | 6         | The Butterscotch Effect                       | Efekt motýlích křídel             | Shelley Jensen                                  | Steve Jarczak a Shawn Thomas                                       | 16. srpna 2015     | 106           | 1.67                            |
| 7            | 7         | Shake Your Booty                              | Vrtět zadkem                      | Victor Gonzalez                                 | Jed Elinoff a Scott Thomas                                         | 23. srpna 2015     | 107           | 2.03                            |
| 8            | 8         | Back to the Future Lab Jump to the Future Lab | Zpět do budoucnosti               | Shelley Jensen                                  | Michael B. Kaplan                                                  | 20. září 2015      | 108           | 2.09                            |
| 9            | 9         | Cyd and Shelby's Haunted Escape               | Cydin a Shelbyin strašidelný útěk | Victor Gonzalez                                 | Jim Martin                                                         | 4. října 2015      | 109           | 2.18                            |
| 10           | 10        | When Shelby Met Cyd                           | Jak Shelby potkala Cyd            | Victor Gonzales                                 | Jim Hope                                                           | 25. října 2015     | 110           | 1.76                            |
| 11-12        | 11-12     | Cyd and Shelby Strike Back                    | Cyd a Shelby vrací úder           | Shannon Flynn(1. část) Shelley Jensen (2. část) | Steve Jarczak a Shawn Thomas<smal l>(1. část) Jim Martin (2. část) | 27. listopadu 2015 | 111-112       | 1.72                            |
| 13           | 13        | The Girls of Christmas Past                   | Dívky minulých Vánoc              | David Kendall                                   | Kevin Engelking a Sarah Jeanne Terry                               | 6. prosince 2015   | 114           | 1.33                            |
| 14           | 14        | A Time to Double Date                         | Dvojite rande                     | Robbie Countryman                               | Debby Wolfe                                                        | 21. února 2016     | 113           | 1.64                            |
| 15           | 15        | Jump to the '50s                              | Skok do 50. let                   | Shelley Jensen                                  | Loni Steele Sosthand                                               | 20. března 2016    | 115           | 1.61                            |
| 16           | 16        | Diesel Gets Lost in Time                      | Diesel se stratil v čase          | Shelley Jensen                                  | Jim Hope                                                           | 17. dubna 2016     | 116           | 1.55                            |
| 17           | 17        | Fight the Future: Part 1                      | Let do budoucnosti                | Shannon Flynn                                   | Steve Jarczak a Shawn Thomas                                       | 8. května 2016     | 117           | 1.33                            |
| 18           | 18        | Fight the Future: Part 2                      | Let do budoucnosti                | Jon Rosenbaum                                   | Michael B. Kaplan                                                  | 15. května 2016    | 118           | 1.63                            |
| 19           | 19        | Fight the Future: Part 3                      | Let do budoucnosti                | Jon Rosenbaum                                   | Jed Elinoff a Scott Thomas                                         | 22. května 2016    | 119           | 1.23                            |

### Druhá řada (2016)
| Č. v seriálu | Č. v řadě | Původní název            | Český název                    | Režie           | Scénář                         | Premiéra v USA    | Produkční kód | Sledovanost v USA (v milionech) |
| ------------ | --------- | ------------------------ | ------------------------------ | --------------- | ------------------------------ | ----------------- | ------------- | ------------------------------- |
| 20           | 1         | Princess Problems        | Problemy s princeznou          | Bob Koherr      | Jed Elinoff a Scott Thomas     | 25. července 2016 | 201           | 1.18                            |
| 21           | 2         | Worst Night Whenever     | Mohu tančit kdykoliv           | Bob Koherr      | Jennifer Glickman              | 26. července 2016 | 202           | 1.12                            |
| 22           | 3         | Epic Girls' Day          | Dívčí jízda                    | Victor Gonzalez | Erin Dunlap                    | 27. července 2016 | 204           | 1.24                            |
| 23           | 4         | Girl Code                | Výhry a láska                  | Bob Koherr      | Jim Martin                     | 28. července 2016 | 203           | 1.39                            |
| 24           | 5         | Derby Little Secret      | Máma má tajemstvi              | Victor Gonzalez | Rick Williams a Jenna McGrath  | 29. července 2016 | 205           | 1.26                            |
| 25           | 6         | Night of the Were-Diesel | Noc vlkodiesela                | Jon Rosenbaum   | Rick Williams a Jenna McGrath  | 2. října 2016     | 211           | 1.36                            |
| 26           | 7         | The Friendship Code      | Pratelský kod                  | Shannon Flynn   | Jennifer Glickman              | 3. října 2016     | 208           | 1.20                            |
| 27           | 8         | The Lying Game           | Hry a Koncerty                 | Victor Gonzalez | Molly Haldeman a Camilla Rubis | 4. října 2016     | 206           | 1.05                            |
| 28           | 9         | Working Nine to Fudge    | Práce ala zlodejná             | Shelley Jensen  | Molly Haldeman a Camilla Rubis | 5. října 2016     | 210           | 1.25                            |
| 29           | 10        | It's Not Ye, It's Me     | Cyd a Shelby v minulem století | Shannon Flynn   | Jim Martin                     | 6. října 2016     | 207           | 1.04                            |
| 30           | 11        | The Christmas Curse      | Vánoční prokletí               | Shelley Jensen  | Erin Dunlap                    | 4. prosince 2016  | 209           | 0.95                            |
| 31-32        | 12-13     | Revenge of the Past      | Pomsta z minulosti             | Jon Rosenbaum   | Jed Elinoff a Scott Thomas     | 15. prosince 2016 | 212-213       | 0.94                            |